# Super Bowl XLI
Super Bowl XLI je bio završna utakmica 87. po redu sezone nacionalne lige američkog nogometa. U njoj su se sastali pobjednici NFC konferencije Chicago Bearsi i pobjednici AFC konferencije Indianapolis Coltsi. Pobijedili su Coltsi rezultatom 29:17, te tako osvojili svoj drugi naslov prvaka (prvi kao Indianapolis Coltsi).
Utakmica je odigrana na Dolphin Stadiumu u Miami Gardensu u Floridi, po četvrti put u povijesti.

## Tijek utakmice
| Četvrtina | Vrijeme | Momčad | Informacija o promjeni rezultata                                                            | Rezultat | Rezultat |
| Četvrtina | Vrijeme | Momčad | Informacija o promjeni rezultata                                                            | Bears    | Colts    |
| --------- | ------- | ------ | ------------------------------------------------------------------------------------------- | -------- | -------- |
| 1         | 13:36   | CHI    | touchdown nakon vraćanja početnog udarca (Hester), uspješan pokušaj za dodatni poen (Gould) | 7        | 0        |
| 1         | 6:50    | IND    | touchdown dodavanjem (Manning-Wayne), promašen pokušaj za dodatni poen                      | 7        | 6        |
| 1         | 4:34    | CHI    | touchdown dodavanjem (Grossman-Muhammad), uspješan pokušaj za dodatni poen (Gould)          | 14       | 6        |
| 2         | 11:17   | IND    | field goal (Vinatieri)                                                                      | 14       | 9        |
| 2         | 6:09    | IND    | touchdown probijanjem (Rhodes), uspješan pokušaj za dodatni poen (Vinatieri)                | 14       | 16       |
| 3         | 7:26    | IND    | field goal (Vinatieri)                                                                      | 14       | 19       |
| 3         | 3:16    | IND    | field goal (Vinatieri)                                                                      | 14       | 22       |
| 3         | 1:14    | CHI    | field goal (Gould)                                                                          | 17       | 22       |
| 4         | 11:44   | IND    | touchdown nakon osvojene lopte (Hayden), uspješan pokušaj za dodatni poen (Vinatieri)       | 17       | 29       |

## Statistika utakmice

### Statistika po momčadima
| Statistika                                                      | Chicago Bears | Indianapolis Colts |
| --------------------------------------------------------------- | ------------- | ------------------ |
| Prvih pokušaja                                                  | 11            | 24                 |
| Ukupno osvojenih jardi                                          | 265           | 430                |
| Broj napada probijanjem                                         | 19            | 42                 |
| Ukupno jardi osvojenih probijanjem                              | 111           | 191                |
| Broj napada s kompletiranim dodavanjem/ukupno napada dodavanjem | 20/28         | 25/38              |
| Ukupno jardi osvojenih dodavanjem                               | 154           | 239                |
| Izgubljenih lopti                                               | 5             | 3                  |
| Prekršaji (izgubljenih jardi)                                   | 4 (35)        | 6 (40)             |
| Vrijeme posjeda lopte (min:s)                                   | 21:56         | 38:04              |

### Statistika po igračima
| Quarterback          | Dodavanja* | Yds** | TD*** | Int**** |
| -------------------- | ---------- | ----- | ----- | ------- |
| Rex Grossman (CHI)   | 20/28      | 165   | 1     | 2       |
| Peyton Manning (IND) | 25/38      | 247   | 1     | 1       |

Napomena: * - broj kompletiranih dodavanja/ukupno dodavanja, ** - ukupno jardi dodavanja, *** - broj touchdownova (polaganja), **** - broj 
izgubljenih lopti